# Донован (музыкант)
Донован Филипс Литч (англ. Donovan Philips Leitch; род. 10 мая 1946, Глазго, Шотландия) — шотландский музыкант, певец, автор песен и гитарист. Корни его творчества уходят в британский фолк, но Доновану удалось развить свой характерный эклектичный стиль с элементами фолка, джаза, поп-музыки, психоделии и этники. С 1965 по 1970 год Донован выпустил ряд успешных альбомов и синглов, подружился с другими известными музыкантами (Джоан Баэз, Брайан Джонс, The Beatles). По сей день творчески активен, хотя начиная с 1970-х годов его карьера и известность пошли на спад.

## Биография
Донован родился в 1946 году в Глазго, Шотландия, в семье заводского рабочего. С раннего детства, благодаря родителям, слушал шотландскую и английскую фолк-музыку и в 14 лет сам начал играть на гитаре. Он даже поступил в школу искусств, но скоро её бросил, решив реализовать свои битниковские настроения, путешествуя по стране. Вместе со своим другом, скульптором и поэтом Gypsy Dave’ом, он в начале 1960-х объездил всю Англию, знакомясь с музыкантами и разучивая традиционные фолк и блюз песни.
В то же время он начал писать свои песни и в 1964 году, получив контракт с «Pye Records» в Лондоне, записал демо из 10 песен. Поначалу его называли английским клоном Боба Дилана, хотя они скорее имели общие корни, оба вдохновлялись такими музыкантами, как Вуди Гатри и Jack Elliott.
Первым релизом Донована был сингл «Catch the Wind», поднявшийся на 4-е место в хит-параде Великобритании и 23-е в США. Дебютный альбом What’s Bin Did and What’s Bin Hid вышел в мае 1965-го. Гитара и губная гармошка Донована иногда сопровождалась басом и ударными, а кроме собственных песен на пластинке присутствовало несколько каверов и народных песен.
В конце 1965 года Донован познакомился с продюсером Микки Мостом. Мост стал номинальным продюсером всех записей с 1966 по 1973 год. Это сотрудничество привело к серии успешных альбомов и синглов, в записи которых приняли участие ведущие лондонские музыканты, такие как Джек Брюс, бас-гитарист Дэнни Томпсон (англ. Danny Thompson) и будущие участники группы Led Zeppelin Джон Пол Джонс и Джимми Пейдж.
К 1966 году в музыке Донована произошли перемены. Погрузившись в джаз, блюз и новое поколение калифорнийских музыкантов, таких как The Doors, Jefferson Airplane и Grateful Dead, Донован записал альбом «Sunshine Superman», один из первых чисто психоделических дисков, в звуке которого заметное место занимают клавесин и ситар, а в текстах присутствуют скрытые намеки на ЛСД. Также этот альбом был первым альбомом, записанным в стилистике Flower Power.
Из-за противоречий между издающими компаниями выпуск альбома в Англии был отложен на девять месяцев. В итоге американская версия, вышедшая на лейбле «Epic Records» с некоторыми знаковыми треками, не появлялась в Англии несколько лет. В США в первые шесть недель было продано 800 тысяч копий, а вскоре диск стал «золотым».
В середине 1966 года Донован стал первым топовым рок-музыкантом, арестованным за хранение марихуаны. На телевидении даже показали документальный фильм «A Boy Called Donovan», в котором музыкант был снят за курением травы. Как позднее выяснилось, в поле зрения полиции уже было много британских музыкантов, включая The Beatles и Rolling Stones. Арест Донована не стал такой же сенсацией, как последовавшие аресты Джаггера и Кита Ричардса. Доновану удалось избежать обвинений в употреблении ЛСД и мескалина, но эти события сильно повлияли на его карьеру: например, он не смог выступить на первом большом рок-фестивале в Монтерее, оставшись без визы в США.
Следующие два альбома Mellow Yellow и A Gift from a Flower to a Garden, вышедшие в 1967-м, сделали Донована мировой знаменитостью. Особенно успешным получился второй из них. Он стал третьим в истории рок-музыки двойным альбомом и был разделен на тематические части: Wear Your Love Like Heaven, написанную для ровесников Донована, и For Little Ones, собравшую песни музыканта для следующего поколения. Босс «Epic Records», опасаясь низких продаж, предлагал продавать его разделенным на две части, но эти опасения не оправдались, и в начале 1970-х бокс-сет стал золотым.
На следующий год Донован вместе с музыкантами The Beatles отправился в Ришикеш, к индийскому гуру Махариши Махеш Йоги. Там он сочинил большую часть следующего альбома, а по возвращении стал активно призывать к отказу от наркотиков.
Там же в Индии Донован показал Леннону и Маккартни фингер-пикинг, стиль игры на гитаре, который сам он перенял у своего старого друга Мака Макклауда (англ. Mac MacLeod) и часто заигрывал в своих песнях. Джон Леннон использовал этот стиль в песнях «Dear Prudence» и «Julia», а Пол Маккартни в «Blackbird» и «Mother Nature’s Son».
Как раз для группы Макклауда была написана песня «Hurdy Gurdy Man», однако в итоге Донован записал её сам. Песня вышла на сингле, и на некоторое время, благодаря психоделическому звуку и тексту, стала гимном хиппи, дав название следующему диску. Ещё одним синглом из этого альбома стал трек «Jenifer Juniper». Обе песни вошли в пятерку британского чарта, а альбом поднялся до 20-го места в Америке.
В середине 1969 года был издан следующий альбом Barabajagal, на котором Доновану аккомпанировали The Jeff Beck Group. Альбом стал смесью всех стилей, в которых музыкант успел поиграть: лёгкого лирического фолка, тяжелой психоделии, гимнов свободной любви и песен для детей.
В 1969 году Донован на время прекратил сотрудничество с продюсером Микки Мостом, заявив, что хочет записаться с кем-то ещё. После этого он почти на год исчез и вернулся в конце 1970-го с альбомом Open Road. Звук этого альбома сильно отличался от предыдущих. С одной стороны, Донован вернулся к формату рок-трио, с другой, стал значительно тяжелее. Пластинка получилась довольно успешной, хотя в то же время именно с неё начался спад популярности Донована. Сам он про этот период сказал: «Я достиг всего, что мог достичь молодой музыкант, и исчерпал себя на тот момент. Что ещё было делать, кроме как экспериментировать, не переживая о результате.» Он перестал гастролировать и сконцентрировался на написании песен. Это решение к тому же было стимулировано правительством Великобритании, налагавшим в то время налог на высокие доходы в размере 98 %. В отличие от своих друзей The Beatles и Rolling Stones, он много и постоянно гастролировал в конце 1960-х, выступил на фестивале «Isle of Wight» в 1970 году. После тура по Японии, в котором, по его словам, он заработал громадные для одного музыканта деньги и практически все отдал государству, Донован решил временно прекратить концерты.
В 1968 году у Донована родился сын Донован Литч младший, а в 1970 году — дочь Айони Скай.
Последним успешным альбомом на долгое время вперёд стал диск 1973 года Cosmic Wheels, который попал в чарты и в Англии, и в США. Критики, однако, встретили релиз прохладно, отметив влияние глэм-рока. При том, что это влияние в альбоме очевидно, сами глэм-рокеры, такие как T-Rex и Дэвид Боуи, отмечали Донована среди наиболее повлиявших на них музыкантов.
После Cosmic Wheels регулярно выходившие диски Донована мало замечались публикой. Эра панк-рока привела к полному неприятию в Англии оптимистичной музыки хиппи.
В 80-е Донован периодически появлялся на телевидении, а кроме того участвовал в благотворительном шоу «The Secret Policeman’s Other Ball», вместе с Эриком Клэптоном, Стингом, Джеффом Беком и другими.
В 1990-х интерес к творчеству Донована снова начинает расти. В 1992 году появился трибьют-альбом «Island of Circles», до 1994 года было несколько переизданий классических альбомов 1960-х, а в 1996 году сотрудничество неожиданно предложил известный рэп-продюсер Рик Рубин. Рубин спродюсировал хорошо принятый критиками альбом Sutras. После этого было выпущено больше десятка всевозможных сборников и переизданий, кроме того в начале двухтысячных вышел очередной альбом детских песен, однако полноценный лонгплей появился лишь в 2004 году. «Beat café» привлек к Доновану много новых поклонников из поколения родившихся много после выхода его классических альбомов. На данный момент Shadows of Blue остается его последним выпущенным диском, сам шотландец продолжает активную творческую деятельность.
В 2011-м песня Донована «Riki Tiki Tavi» из альбома Open Road (1970) была включена в официальный саундтрек видеоигры Need for Speed: The Run.
14 апреля 2012 Донован был включен в Зал славы рок-н-ролла.

## Дискография
За свою карьеру Донован выпустил 31 альбом, в том числе 23 студийных и 8 концертных.
- 1965 — What’s Bin Did and What’s Bin Hid
- 1965 — Fairytale
- 1966 — Sunshine Superman
- 1967 — Mellow Yellow
- 1967 — Wear Your Love Like Heaven
- 1967 — For Little Ones
- 1967 — A Gift from a Flower to a Garden (американский релиз, двойной альбом из вышедших также раздельно двух альбомов 1967 года Wear Your Love Like Heaven и For Little Ones)
- 1968 — Donovan in Concert (концертный альбом)
- 1968 — Hurdy Gurdy Man
- 1968 — Barabajagal
- 1970 — Open Road
- 1971 — HMS Donovan
- 1973 — Cosmic Wheels
- 1973 — Live In Japan: Spring Tour 1973 (концертный альбом, только в Японии)
- 1973 — Live in Tokyo '73 (концертный альбом)
- 1973 — Essence to Essence
- 1974 — 7-tease
- 1976 — Slow Down World
- 1977 — Donovan
- 1980 — Neutronica
- 1981 — Love Is Only Feeling
- 1983 — Lady of the Stars
- 1990 — Donovan Rising (концертный альбом)
- 1992 — Live in Concert (концертный альбом)
- 1996 — Sutras
- 1998 — Donovan in Concert [Going For] (концертный альбом)
- 2001 — Rising Again (концертный альбом)
- 2001 — Greatest Hits Live: Vancouver 1986 (концертный альбом)
- 2002 — The Pied Piper
- 2002 — Sixty-Four (запись 1964 года)
- 2004 — Beat Café
- 2012 — The Essential Donovan (альбом неизданных записей 1971 года)
- 2013 — Shadows of Blue